# سفازدون
سفازدون(به انگلیسی: Cefazedone) یک آنتی‌بیوتیک سفالوسپورینی است. 